# Fazenda São Bernardo
A Fazenda São Bernardo é uma fazenda fundada em 1881  localizada na zona rural do município de Rafard, no interior do estado de São Paulo. O casarão construído nesta fazenda foi onde a pintora Tarsila do Amaral nasceu e morou até seus nove anos de idade. A Fazenda São Bernardo é tombada parcialmente pelo Conselho de Defesa do Patrimônio Histórico, Arqueológico, Artístico e Turístico (Condephaat) desde o ano de 2011.

## História
A Fazenda São Bernardo é uma remanescente das fazendas cafeeiras de monocultora do final do século XIX e vivenciou a transição da força de trabalho escravo para a mão de obra livre, do beneficiamento realizado manualmente para o mecanizado, assim como da grande lavoura agrícola para a exploração industrial usineira.
Em 1886, Tarsila do Amaral nasceu no casarão da Fazenda São Bernardo, que pertencia ao seu pai, José Estanislau do Amaral Filho, conhecido como "o milionário" devido a fortuna acumulada em fazendas no interior paulista.
No ano de 1911, foi instalada a Societé de Exploration Agricole de Vila Rafard, raro modelo de unidade de produção de cana de açúcar de uma companhia francesa no Estado de São Paulo.
Pertencia a uma usina de cultivo de cana-de-açúcar (COSAN/Raízen), porém após ser tombada, o proprietário decidiu doá-la para a organização "Abaçaí Cultura e Arte" em 2014.

## Arquitetura
Distinguem-se dois grandes grupos arquitetônicos existentes na Fazenda São Bernardo: conjunto da fazenda cafeeira e conjunto da Societé de Exploration Agricole de Vila Rafard.
O conjunto da fazenda cafeeira constitui a casa da Fazenda São Bernardo, onde nasceu Tarsila, terreiros de secagem, antigo estábulo, muros que cercam a residência e ruínas das tulhas. A casa começou a ser construída em 1871 e mantém suas telhas originais que estão lá desde 1875. É uma construção de pau-a-pique e barrotes de bambu amarrados com cipó. É uma típica casa de morada senhorial e a fazenda apresenta as características das fazendas cafeeiras, com senzala, terreiro e outras edificações complementares à produção de café.
Com relação ao conjunto da Societé de Exploration Agricole de Vila Rafard, contempla a antiga escola e as moradas dos funcionários graduados no estilo art déco, a antiga igreja e o antigo laboratório.

## Restauração
O projeto de restauro com verba inicial de 424 mil reais, focava em primeiro momento na recuperação da casa de Tarsila, cuja estrutura de madeira já estava impactada pelo cupim, e aos poucos, em fases, recuperar o restante das edificações da fazenda também. As outras edificações localizam-se em volta do casarão, como cerca de trinta pequenas moradias (algumas tombadas), escola, igreja, laboratório da usina, cocheira, porém todas sem utilização atualmente.
Em 2016, as telhas foram limpas e impermeabilizadas para serem novamente colocadas no casarão, formando seu "telhado de quatro águas", símbolo de status há 150 anos atrás. A casa com sua escadaria que conduz à varanda, suas paredes brancas e janelas de madeira, pintadas na cor azul passam por processo de restauro com o objetivo de transformar o local em museu interativo ligado ao modernismo, movimento artístico conhecido pela "Semana de 22" do qual a pintora fez parte.
No ano de 2020, a Capela de São Bernardo, construída em 1948, foi recuperada, com renovação da pintura, recuperação da estrutura e limpeza do jardim.